# Kongens Nytorv

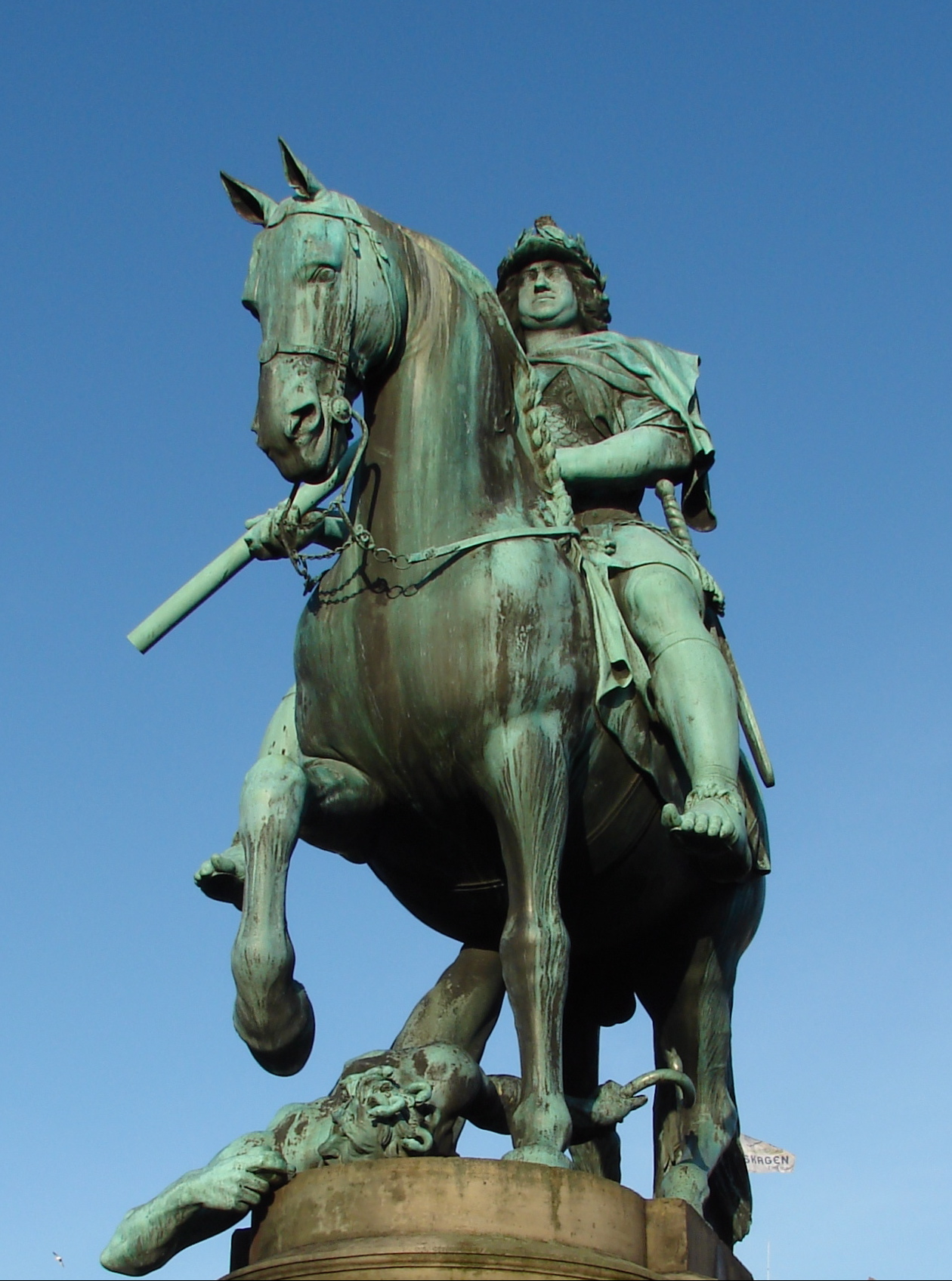
Pomnik Chrystiana V

Kongens Nytorv (dosłownie: Królewski Nowy Targ) – plac w Kopenhadze, położony w centrum miasta, między ulicą Strøget a Nyhavn. Na placu znajduje się stacja kopenhaskiego metra. Jest największym placem w mieście.

## Historia

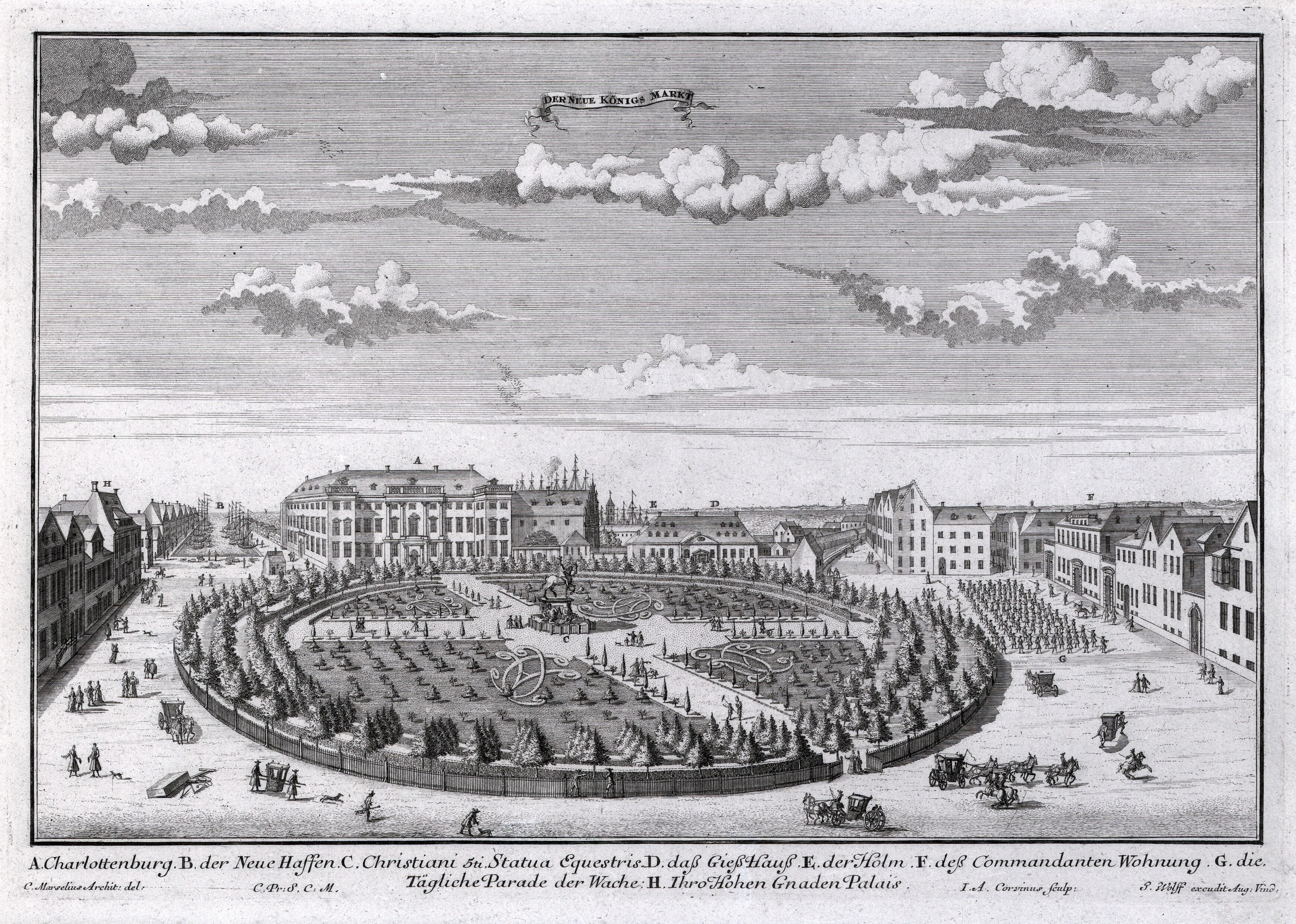
Der neue Königs Markt. Grawerstwo z początku XVIII wieku

Kongens Nytorv powstał w II połowie XVII w. podczas panowania króla Chrystiana V, na miejscu dawnego wysypiska i miejsca przeładunku towarów z niedalekiego portu Nyhavn. Plac otwarto w 1688 roku, łącznie z usytuowanym na środku pozłacanym pomnikiem króla Chrystiana V, pierwszym pomnikiem konnym w Skandynawii. W 1946 roku statuę zastąpiono inną, odlaną z brązu. Plac przebudowano w 1749 roku na polecenie króla Fryderyka V; od tej pory, aż do 1908 roku, był placem ceremonii dla królewskiego wojska. Wtedy też ostatecznie ukształtowano go w formie, która przetrwała do XXI wieku.

## Współczesność
Zamiast tradycyjnych chodników trakty piesze są oznaczone innym kolorem kostki brukowej, którą wyłożony jest plac. 
Tradycyjnie na Kongens Nytorv w czerwcu spotykają się studenci, by uczcić zakończenie studiów tańcem wokół placu. Zimą na placu organizowane jest lodowisko.

## Budynki przy Kongens Nytorv
Przy placu znajdują się następujące budynki:
- Pałac Charlottenborg (1672) – najstarszy budynek na placu, wybudowany w stylu barokowym
- Pałac Thotts (1683) – budynek w stylu barokowym, obecnie siedziba ambasady francuskiej
- Pałac Harsdoffske (1748) – do 1923 roku siedziba ministerstwa spraw zagranicznych
- Królewski Teatr Duński
- Hotel d’Angleterre (1795)
- Dom towarowy Magazin du Nord
- Hvids Vinstue – najstarszy bar winny Kopenhagi
- Biurowiec przy placu Kongens Nytorv 6 – siedziba Europejskiej Agencji Środowiska[3].